# أسل قليل الأزهار
أسل قليل الأزهار (الاسم العلمي: Juncus pauciflorus) نوع نباتي يتبع جنس الأسل وينتمي إلى الفصيلة الأسلية.